# Димитрово (Западно-Казахстанская область)
Димитрово (каз. Димитрово) — село в Бурлинском районе Западно-Казахстанской области Казахстана. Входит в состав Жарсуатского сельского округа. Код КАТО — 273649200.

## Население
В 1999 году население села составляло 299 человек (198 мужчин и 101 женщина). По данным переписи 2009 года, в селе проживал 191 человек (89 мужчин и 102 женщины).